# Angelo Agostini - a imprensa ilustrada da Corte à Capital Federal, 1864-1910
Angelo Agostini - a imprensa ilustrada da Corte à Capital Federal, 1864-1910 é uma biografia escrita por Gilberto Maringoni e publicada em 2011 pela Devir Livraria, abordando a vida e a obra de Angelo Agostini, o principal artista gráfico em atuação durante a segunda metade do século XIX. Baseado na tese de doutorado do autor, defendida em 2006 na Faculdade de Filosofia, Letras e Ciências Sociais da USP, o livro é fruto de uma pesquisa de que durou 15 anos e apresenta a trajetória profissional de Angelo Agostini desde sua estreia no semanário Diabo Coxo, em 1864, até seus últimos anos trabalhando em O Malho, em 1910. O livro ganhou o 24º Troféu HQ Mix na categoria "melhor livro teórico".